# Zamek w Świerzawie
 Zamek w Świerzawie – wybudowany w XIII w. w Świerzawie.

## Położenie
Nieistniejący już zamek położony był w mieście w województwie dolnośląskim, w powiecie złotoryjskim; w dolinie Kaczawy, w centralnej części Pogórza Kaczawskiego.

## Historia
Zamek powstał podczas panowania księcia Bolka I Surowego, który nadał praw miastu i był inicjatorem budowy zamku.